# Yavnella argamani
Yavnella argamani är en myrart som beskrevs av Kugler 1987. Yavnella argamani ingår i släktet Yavnella och familjen myror. Inga underarter finns listade i Catalogue of Life.

## Bildgalleri

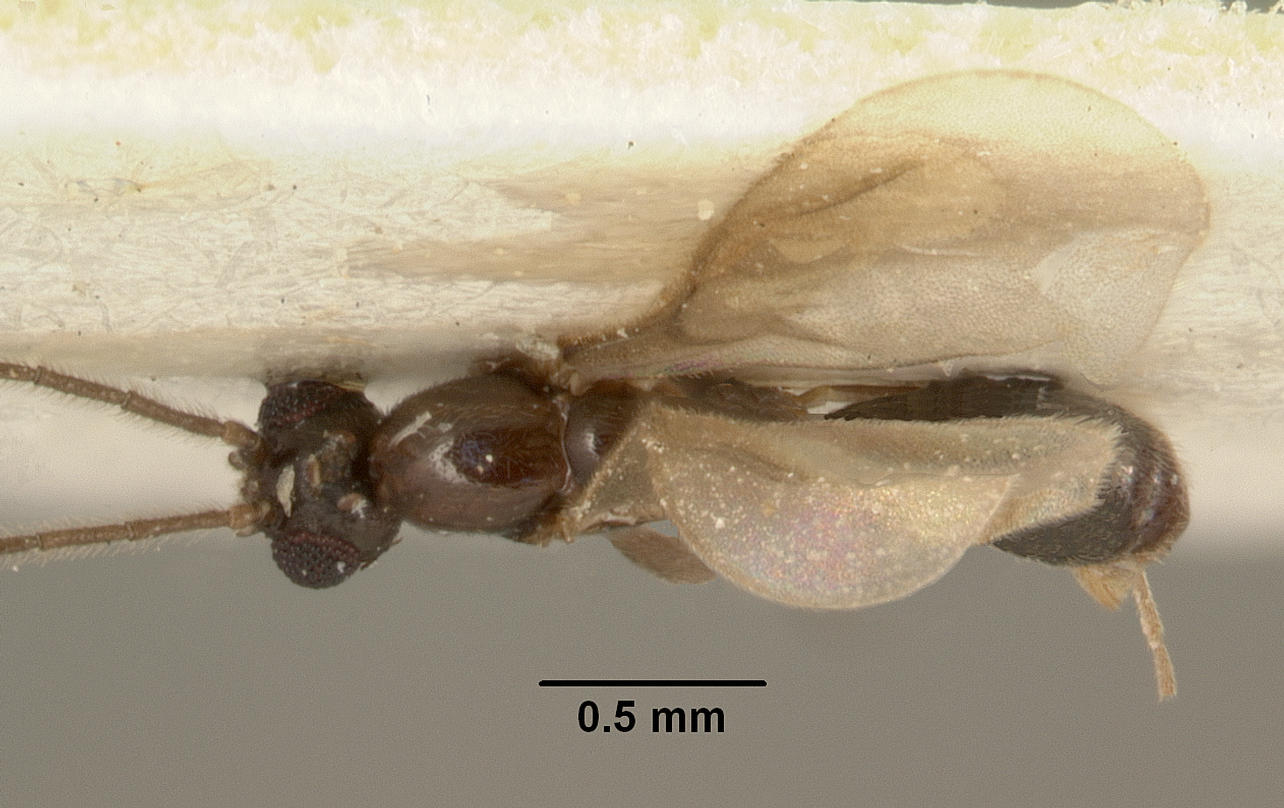
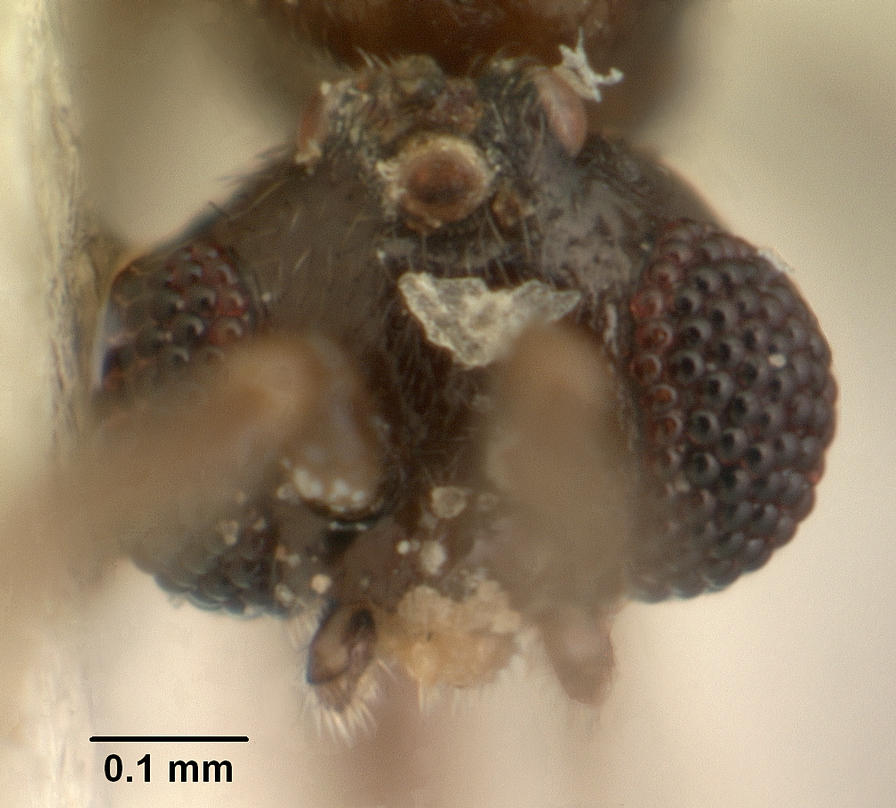
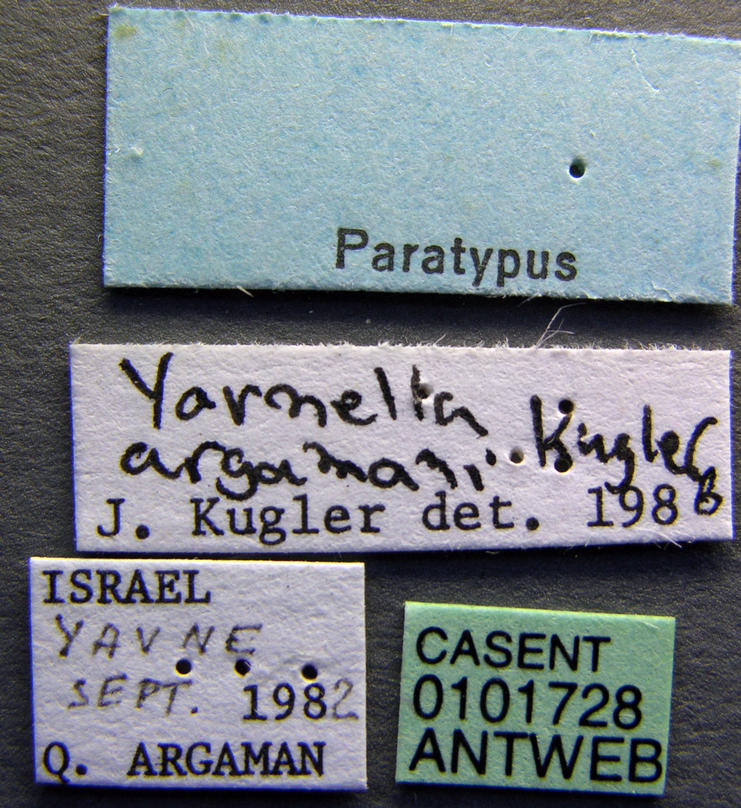
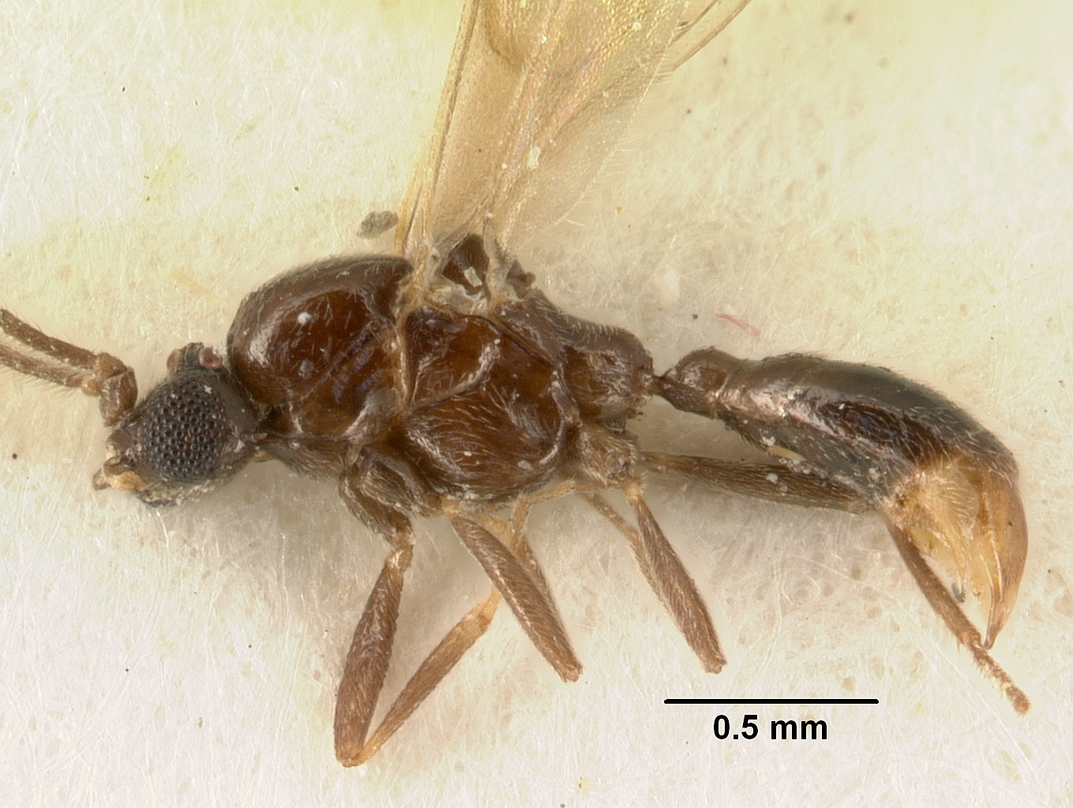
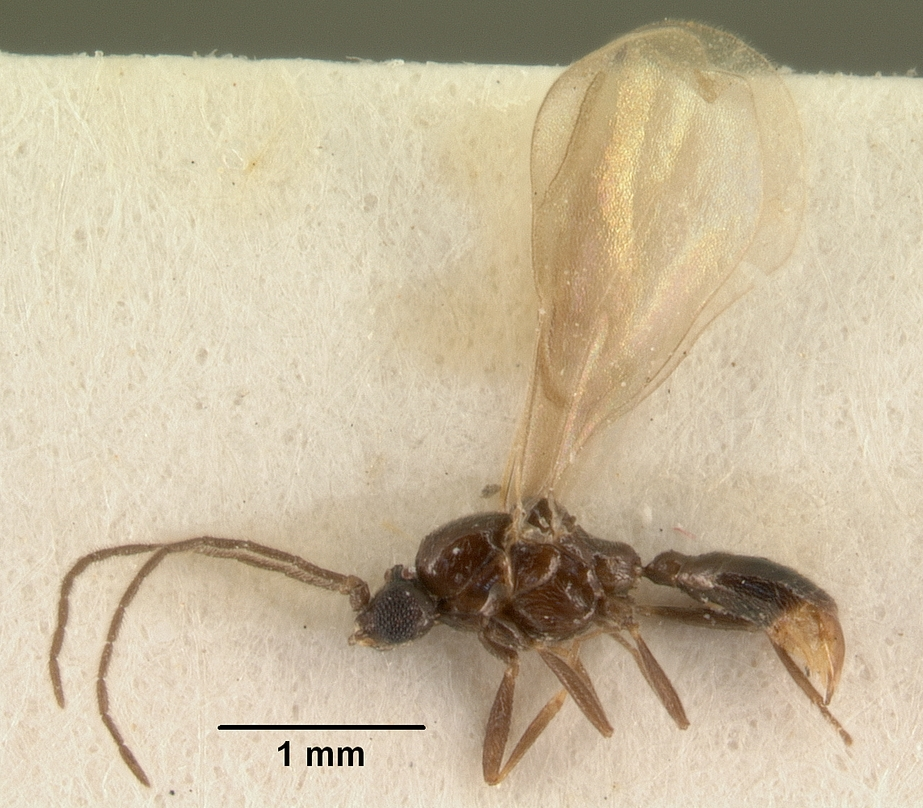
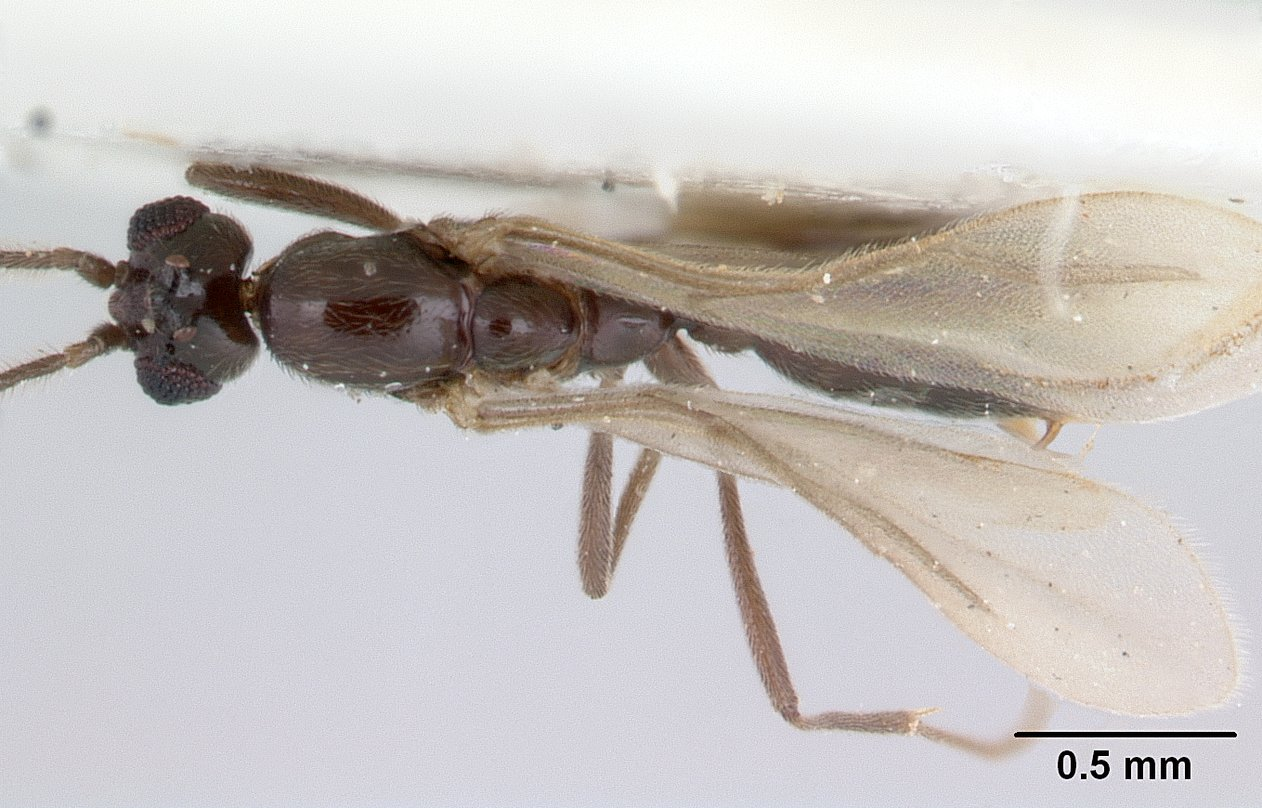